# Coll de la Torre
El Coll de la Torre és una collada situada a 319,7 m alt a la carena de la Serra de l'Albera que separa els termes comunal del Pertús, a la comarca del Vallespir, a la Catalunya del Nord i municipal de la Jonquera, que pertany a l'Alt Empordà.
És és a prop i a llevant del poble del Pertús, també a llevant, i per damunt, del traçat de l'autopista en aquell lloc.